# HMS Erin
HMS Erin (КЕВ «Эрин») — британский дредноут. Первоначально был заложен как «Решад V» и предназначался для османского флота, однако в связи с началом Первой мировой войны был реквизирован Британским Адмиралтейством и вошёл в состав КВМФВ как ЕВК «Эрин». Э́рин — (Erin) древнее название Ирландии. Реквизирование HMS Agincourt и HMS Erin вызвало недовольство общественного мнения Турции и послужило одной из причин присоединения Турции к союзу Германской империи и Австро-Венгрии.

## Предшествующие события
После поражения в Первой балканской войне  правительство Османской империи приняло программу восстановления военно-морского флота. В рамках этой программы в августе 1911 года британской компании Armstrong Whitworth было сделано предложение о выкупе строящегося для бразильского флота линкора «Рио-де-Жанейро». Переговоры затянулись, и окончательно корабль был перекуплен только на рубеже 1913-1914 годов под именем «Султан
Осман». Одновременно, на британской же фирме Vickers Limited был заказан дредноут «Решадие» . Завершение постройки планировалось на июль 1914 года. Финансирование строительства велось за счёт общенационального сбора пожертвований. Новые линкоры должны были обеспечить османскому флоту преимущество над российским черноморским флотом и греческим флотом в Эгейском море.

## Постройка
Заложен 1 августа 1911 года. 3 сентября 1913 года спущен на воду. Строительство завершено в августе 1914 года. 2 августа 1914 года реквизирован постановлением Британского кабинета министров. 22 августа переименован в «Эрин» и зачислен в состав королевского флота.
Реквизирование HMS Agincourt и HMS Erin вызвало недовольство общественного мнения Турции.  

## Конструкция
Конструкция корабля была близка к конструкции кораблей серии King George V.
Внутренняя компоновка, уступая пожеланиям заказчика, не соответствовала британским стандартам. В частности, ужас вызывали условия жизни команды. Маленькие каюты младших офицеров и их кают-компания, куда выходила дверь гальюна, резко контрастировали с роскошными салонами адмирала и командира. После зачисления в состав Королевского флота была проведена перепланировка помещений.

### Корпус
Корабль имел полубачную архитектуру, с полубаком, протянувшимся на три четверти длины, и представлял собой устойчивую артиллерийскую платформу. Отношение L/B (длины к ширине) корпуса составило 5,7 против 6,2 у «Кинг Джордж V».
Корпус разделён на 22 водонепроницаемых отсека. Двойное дно было установлено на 78 % длины корабля.
Нормальное водоизмещение составило 22 780 дл. т, полное водоизмещение — 25 250 дл. т. Длина между перпендикулярами составила 160 м, по конструктивной ватерлинии — 168,5 м, наибольшая — 170,5 м. Ширина корпуса 28 м, осадка при нормальном водоизмещении — 8,69 м.
Фактическая метацентрическая высота при нормальном водоизмещении составила 1,87 м, в полном грузу 2,14 м.

### Силовая установка
Нормальный запас угля 900 дл. т, максимальный 2120 дл. тонн, нефти 710 дл. тонн.

### Бронирование
В целом аналогично «Кинг Джордж V», но корабль имел сплошные противоторпедные переборки.
Основной вертикальный броневой пояс имел протяжённость от траверза центра носового барбета башни «А» до траверза центра кормового барбета башни «Y». Он располагался на высоте от уровня верхней палубы до отметки 1,11 м ниже ватерлинии при нормальном водоизмещении и был набран из плит разной толщины, изготовленных из легированной крупповской стали с поверхностной цементацией. Главный броневой пояс длиной 99,6 м состоял из двух отдельных поясов — 305-мм нижнего, защищающего ватерлинию до уровня средней палубы, и 229-мм верхнего, располагавшегося по высоте от средней палубы до уровня главной палубы.
Верхний 203-мм броневой пояс имел такую же протяжённость, что и главный броневой пояс, а по высоте располагался от главной до верхней палубы. Общая высота вертикального бронирования составила 6,86 м.
Главный броневой пояс (305 мм-229 мм) имел продолжение в носовую часть на той же высоте (на уровне главной палубы), что и в середине корабля — от траверза центра носового барбета башни «А» толщиной 152 мм и длиной 9,15 м, затем толщиной 102 мм, не доходя до форштевня около трети расстояния между ним и барбетом. В корму главный броневой пояс (305-мм и 229-мм) продолжался также на уровне главной палубы от траверза центра барбета башни «Y», имел толщину 102 мм, не доходя до ахтерштевня половину расстояния, общая длина пояса — 140 м.
Главные носовые и кормовые броневые траверзы располагались следующим образом: в носовой части 203-мм поперечная переборка закрывала оконечность верхнего (203-мм) броневого пояса от главной до верхней палубы и оконечность верхней (229-мм) части главного броневого пояса от средней до главной палубы и располагалась наклонно внутрь от оконечностей 203-мм и 229-мм броневых поясов к барбету башни «А»; 152-мм носовая переборка закрывала оконечности главного 305-мм броневого пояса от нижней до средней палубы и располагалась наклонно внутрь от оконечностей главного броневого пояса к наружной поверхности барбета башни «А».
В кормовой части 203-мм поперечная переборка закрывала оконечности верхнего (203-мм) броневого пояса от главной до верхней палубы и располагалась наклонно внутрь от оконечностей 203-мм броневого пояса к центру барбета башни «Y»; 305-мм кормовая переборка закрывала оконечности главного (305-мм и 229-мм) броневого пояса от нижней до главной палубы и располагалась наклонно внутрь от оконечностей главного броневого пояса к наружной поверхности барбета башни «Y».
Четыре палубы имели защиту из сталеникелевой брони. Палуба полубака и верхняя палуба были 38 мм толщиной, средняя палуба была 25 мм на плоскости и на скосах, с увеличением до 76 мм над машинами и погребами. Носовой и кормовой скосы, толщина которых составляла 76 мм, проходили на уровне нижней палубы. Общий вес сталеникелевой брони составил 2683 тонны (вся броня меньше 5").
Лобовая и боковые части башни были 279 мм толщиной, тыл 203 мм, крыша была 102 мм в наклонной и 76 мм и плоской части.
Броня барбетов была 254 мм над палубой, 229 мм под палубой и 76-127 мм под следующей палубой (в зависимости от степени защиты, обеспечиваемой броневыми конструкциями: палубой, бортовой бронёй, или соседними башнями). Рубка получила 305 мм брони с трёх сторон, 102 мм со стороны кормы и 102-мм крышу. Общий вес вертикальной брони был 4207 длинных тонн (4275 т).

### Вооружение
На корабле довольно удачно было размещено вооружение, которое оказалось мощнее, чем на более крупном дредноуте «Айрон Дюк».

#### Артиллерия главного калибра

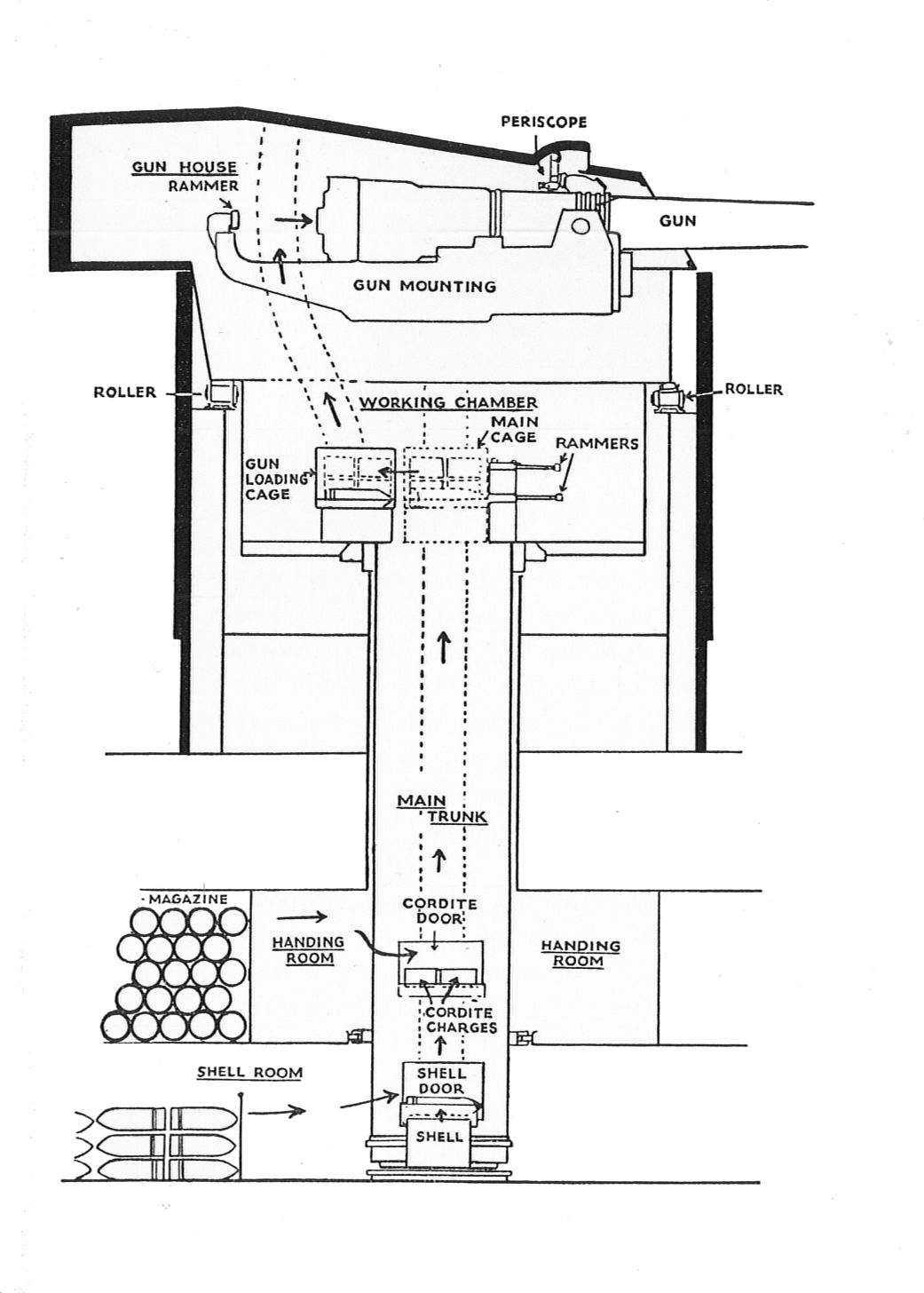
Башня 343-мм орудий в разрезе

Основным вооружением HMS Erin были десять 343-мм 45-калиберных орудий Мк. VI, установленных в пяти башнях по диаметральной плоскости. Общая длина орудия с затвором — 15 898 мм, нарезной части — 12 871 мм. Вес орудия без замка — 77 000 кг. Традиционно для британского флота скрепление ствола осуществлялось проволокой. Затвор поршневой, системы Велина, заряжание — картузное. Орудия имели 68 нарезов с постоянной крутизной 30 калибров.
Метательный заряд состоял из 134,8 кг нитроглицерино-пироксилинового бездымного пороха марки «кордит MD», позволявшего разогнать 635-кг бронебойный снаряд до начальной скорости порядка 745,2 м/с (759 у «Кинг Джордж V»). В боекомплект входили фугасные и бронебойные снаряды с колпачком. Стволы орудий после каждого выстрела продувались сжатым воздухом.
Угол возвышения стволов орудий составлял от −3° до +20°. Стрельба бронебойным 635-кг снарядом на максимальном угле возвышения ствола орудия обеспечивала дальность выстрела, равную 21 298 м (21 781 м у «Кинг Джордж V»). Заряжание было возможно при любом угле возвышения стволов, а скорострельность составляла порядка полутора выстрелов в минуту.
Сектор стрельбы для кормовых башен составлял 300°, для первой носовой (башни «А») 290°, для второй (башни «B») 280°. Центральная башня «Q» имела углы стрельбы от 30° до 150° на каждый борт. Боезапас мирного времени составлял 80 снарядов на ствол.
Снарядные погреба всех башен были расположены ниже зарядных. Каждый погреб на случай пожара оснащался системой орошения и системой затопления через кингстоны.

#### Противоминная артиллерия
Шестнадцать казематных 152-мм орудий образца Мк. XVI раздельного заряжания с длиной канала ствола 50 калибров (7600 мм) размещались по два в восьми довольно просторных казематах в середине корабля. Они стреляли снарядами весом 45,4 кг с начальной скоростью 914 м/с на дальность до 80 кабельтовых. Скорострельность до 7 выстрелов в минуту. В боекомплект 152-мм орудий, составлявший 2400 выстрелов, или по 150 на орудие, входили фугасные полубронебойные снаряды и шрапнель.

## Служба
ЕВК «Эрин» участвовал в Ютландском сражении. Шёл четвёртым в первой походной колонне, возглавляемой линейным кораблём «Кинг Джордж V». Повреждений и потерь не имел.

## Использованная литература и источники
1. 1 2  Burt. British Battleships WW1. — P. 225
2. ↑  Burt. British Battleships WW1. — P. 221
3. ↑  Роган, 2017, с. 62.
4. ↑  Козлов, 2008, с. 56.
5. 1 2  Burt. British Battleships WW1. — P. 224
6. ↑  Козлов, 2008, с. 46.
7. 1 2 3 4  Козлов, 2008, с. 48.
8. ↑  Tony DiGiulian, British 6"/50 (15.2 cm) BL Mark XVII 6"/50 (15.2 cm) BL Mark XXI Архивная копия от 11 февраля 2017 на Wayback Machine
9. ↑  Козлов, 2008, с. 49.